# Leiden (cantante)
Leiden Gomis Fernández (La Habana, 27 de diciembre de 1987), conocida simplemente como Leiden es una cantante y compositora cubano-mexicana.

## Trayectoria
Pese a haber nacido en Cuba, la carrera de Leiden se ha desarrollado mayoritariamente en México, donde llegó a la edad de 9 años, radicándose en Tijuana y posteriormente en Guadalajara. Leiden es nieta del poeta cubano Roberto Fernández Retamar, a quien considera una de sus principales influencias artísticas.
Ha sido vocalista del grupo cubano Déjà-vu, así como vocalista invitada de la banda Tijuana No. Como solista ha lanzado un disco homónimo, además de un EP y un DVD, y actualmente prepara el lanzamiento de su segundo álbum "Los muertos también dejan flores", previsto para el 6 de julio de 2017.

También ha participado en festivales como el Vive Latino 2015 y Rock por la vida.

Además de su carrera musical, también cuenta con un grado en  sociología, disciplina que estudió en Guadalajara y La Habana, y que le ha permitido enriquecer sus composiciones.

## Discografía

### EP
- 2011: Ave

### Álbumes de estudio
- 2014: Leiden[6]

| N.º   | Título                 | Duración |  |
| 1.    | «A saber»              | 3:37     |  |
| 2.    | «Brillo activo»        | 5:25     |  |
| 3.    | «Cuando soñaba»        | 5:08     |  |
| 4.    | «Turbio el corazón»    | 2:40     |  |
| 5.    | «Oniria»               | 3:30     |  |
| 6.    | «Anhelé»               | 3:39     |  |
| 7.    | «Hoguera las nubes»    | 4:36     |  |
| 8.    | «La huida»             | 3:24     |  |
| 9.    | «Cielos de sorpresa»   | 4:06     |  |
| 10.   | «Hojas de cristal»     | 5:21     |  |
| 11.   | «Mi voz»               | 3:48     |  |
| 12.   | «Tonada de luna llena» | 4:04     |  |
| 48:18 |                        |          |  |

- 2017: Los muertos también dejan flores[7]

| N.º   | Título                               | Duración |  |
| 1.    | «Todo se incendia»                   | 4:25     |  |
| 2.    | «María Revuelta»                     | 3:35     |  |
| 3.    | «Por reírnos»                        | 3:47     |  |
| 4.    | «Los amantes»                        | 4:02     |  |
| 5.    | «Circular»                           | 4:23     |  |
| 6.    | «Calles de papel (feat. Tania Nava)» | 3:37     |  |
| 7.    | «Al mar (feat. Torreblanca)»         | 4:27     |  |
| 8.    | «Labios abiertos»                    | 4:35     |  |
| 9.    | «Un dibujo en el suelo»              | 4:06     |  |
| 10.   | «Te di mis ojos»                     | 2:59     |  |
| 39:56 |                                      |          |  |

### Sencillos
- 2013: Anhelé[8]
- 2014: A saber[9]
- 2017: Todo se incendia[10]
- 2019: Tu boca ft. Charles Ans y Celso Piña[11]
- 2020: Tu me calmas[12]

### Colaboraciones
- 2016: Deja el cuento y tu cruz, con Charles Ans

### DVD
- 2015: La vuelta al Sol[13]